# Stilpnochlora incisa
Stilpnochlora incisa är en insektsart som beskrevs av Brunner von Wattenwyl 1878. Stilpnochlora incisa ingår i släktet Stilpnochlora och familjen vårtbitare. Inga underarter finns listade i Catalogue of Life.